# Héctor Bellerín
Héctor Bellerín Moruno (Barcelona, 19 de marzo de 1995) es un futbolista español que juega como defensa en el Real Betis Balompié de la Primera División de España.
Es internacional absoluto con la selección española desde 2016, con la que fue convocado para la Eurocopa 2016. Previamente, pasó por las categorías inferiores de la selección nacional, proclamándose subcampeón de Europa sub-21 en 2017.

## Trayectoria
Nacido en Barcelona, España, comenzó su carrera futbolística en el colegio Jesús María de Badalona. En 2003 pasó al prebenjamín del F. C. Barcelona, pasando por todas las categorías del fútbol formativo del Barça hasta cadete. En el verano de 2011, con 16 años, se trasladó a las categorías inferiores del Arsenal F. C.

### Arsenal

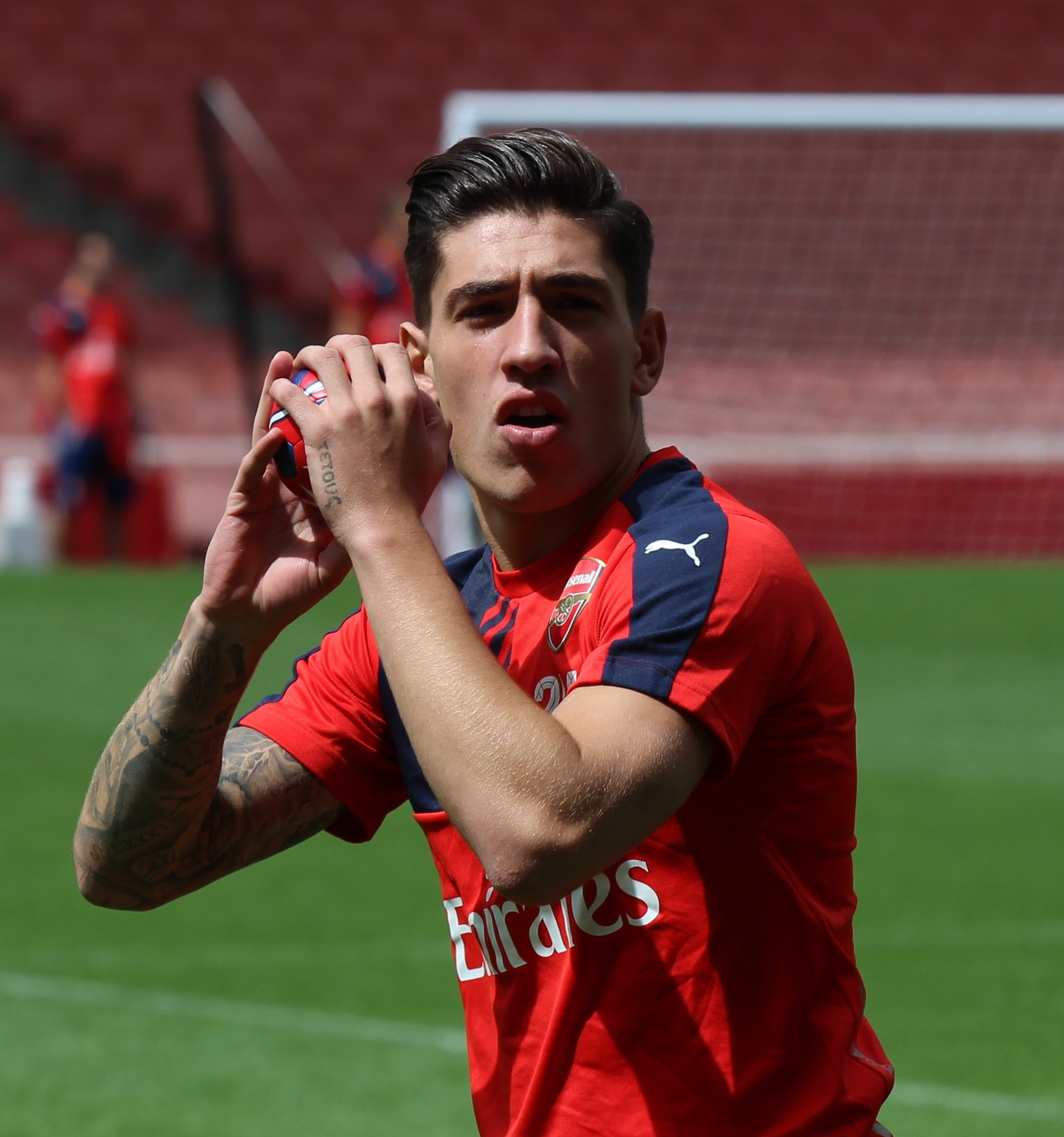
Bellerín con el Arsenal F. C. en 2015.

Su primer contrato profesional con el club londinense lo firmó  en julio de 2013 e hizo su debut en competición oficial el 25 de septiembre de 2013 ante el West Bromwich. En aquel partido, empezó desde el banquillo e ingresó al campo para sustituir a Mikel Arteta en el minuto 95. En noviembre de 2013 se fue cedido al Watford, retornando al Arsenal el 18 de febrero de 2014.
Por las lesiones de Mathieu Debuchy, Calum Chambers y Nacho Monreal, Bellerín debutó en la Liga de Campeones el 16 de septiembre de 2014 con derrota 2-0, en la visita al Borussia Dortmund. Esa temporada se asentó en la titularidad del equipo y al cumplir los veinte años había disputado ya 38 partidos de la Premier.
Su primer gol con el club londinense lo marcó el 1 de febrero de 2015, en la victoria por 5-0 ante el Aston Villa.
En noviembre de 2016 amplió su contrato hasta 2022.
En enero de 2019 sufrió la rotura del ligamento cruzado durante el partido de la Premier que enfrentaba al Arsenal con el Chelsea, que le llevó a permanecer de baja durante más de nueve meses.

#### Cesión al Real Betis Balompié

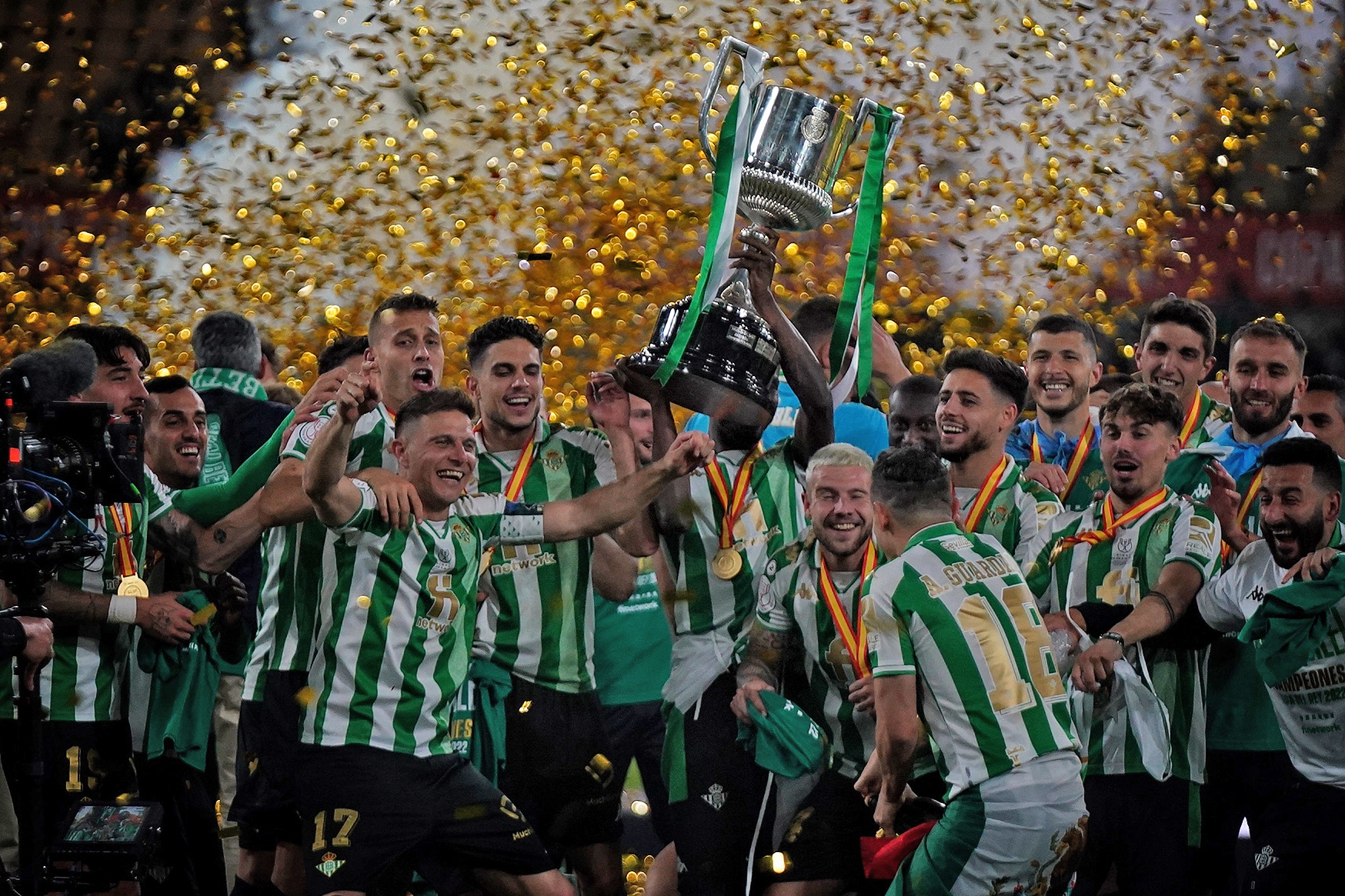
Celebración de los jugadores del Real Betis tras obtener el título de la copa del Rey en 2022.

El 31 de agosto de 2021, último día del periodo de fichajes, se fue cedido al Real Betis Balompié hasta el 30 de junio de 2022. El jugador hizo un esfuerzo para llegar al equipo andaluz y cumplir así los deseos de su padre, que es un aficionado confeso del Betis. Su sueldo de alrededor de 6 millones de euros resultaba inasumible. La temporada le fue bien a Bellerín que jugó más de 30 partidos y que dejó al equipo en quinta posición de la liga y que tuvo su culminación con la consecución de la Copa del Rey.

### Año en Barcelona y Lisboa
El 1 de septiembre de 2022, luego de rescindir su contrato con el Arsenal F. C., fue anunciado como nuevo jugador del F. C. Barcelona como agente libre, con un contrato por una temporada. Debutó el día 10 saliendo de titular en un partido de Liga contra el Cádiz C. F.
Disputó siete encuentros con la camiseta azulgrana y el 31 de enero se acordó su traspaso al Sporting C. P., equipo con el que firmó hasta el final de la temporada.

### Regreso al Real Betis Balompié
El 18 de julio de 2023, una vez ya había expirado su contrato con el conjunto portugués, volvió al Real Betis Balompié.

## Selección nacional
Ha sido internacional en las categorías de la selección española desde la sub-16 hasta la sub-21. En 2016 fue llamado por primera vez con la selección absoluta como jugador de apoyo a los seleccionados para la Eurocopa 2016. Debutó, así, ante Bosnia en un amistoso que finalizó 3-1 para España. Finalmente, Del Bosque decidió integrarlo en la convocatoria definitiva debido a la lesión de Carvajal.
En noviembre de 2020 volvió a ser convocado tras la lesión del sevillista Jesús Navas para enfrentarse contra Países Bajos, Suiza y Alemania.

### Participaciones en competiciones internacionales
| Copa                                        | Sede     | Resultado        |
| ------------------------------------------- | -------- | ---------------- |
| Campeonato de Europa Sub-19 de la UEFA 2013 | Lituania | Semifinalista    |
| Eurocopa Sub-21 de 2017                     | Polonia  | Final            |
| Eurocopa 2016                               | Francia  | Octavos de final |

## Estadísticas

### Clubes
Actualizado al último partido disputado el 18 de agosto de 2025.
| Club                         | Div.          | Temporada     | Liga  | Liga  | Copas nacionales | Copas nacionales | Copas internacionales | Copas internacionales | Total | Total |
| Club                         | Div.          | Temporada     | Part. | Goles | Part.            | Goles            | Part.                 | Goles                 | Part. | Goles |
| ---------------------------- | ------------- | ------------- | ----- | ----- | ---------------- | ---------------- | --------------------- | --------------------- | ----- | ----- |
| Arsenal F. C. Inglaterra     | 1.ª           | 2013-14       | 0     | 0     | 1                | 0                | 0                     | 0                     | 1     | 0     |
| Watford F. C. Inglaterra     | 2.ª           | 2013-14       | 8     | 0     | —                | —                | —                     | —                     | 8     | 0     |
| Watford F. C. Inglaterra     | Total club    | Total club    | 8     | 0     | 0                | 0                | 0                     | 0                     | 8     | 0     |
| Arsenal F. C. Inglaterra     | 1.ª           | 2014-15       | 20    | 2     | 4                | 0                | 4                     | 0                     | 28    | 2     |
| Arsenal F. C. Inglaterra     | 1.ª           | 2015-16       | 36    | 1     | 2                | 0                | 6                     | 0                     | 44    | 1     |
| Arsenal F. C. Inglaterra     | 1.ª           | 2016-17       | 33    | 1     | 4                | 0                | 5                     | 0                     | 42    | 1     |
| Arsenal F. C. Inglaterra     | 1.ª           | 2017-18       | 35    | 2     | 4                | 0                | 8                     | 1                     | 47    | 3     |
| Arsenal F. C. Inglaterra     | 1.ª           | 2018-19       | 19    | 0     | 0                | 0                | 0                     | 0                     | 19    | 0     |
| Arsenal F. C. Inglaterra     | 1.ª           | 2019-20       | 15    | 1     | 5                | 0                | 3                     | 0                     | 23    | 1     |
| Arsenal F. C. Inglaterra     | 1.ª           | 2020-21       | 25    | 1     | 3                | 0                | 7                     | 0                     | 35    | 1     |
| Arsenal F. C. Inglaterra     | Total club    | Total club    | 183   | 8     | 23               | 0                | 33                    | 1                     | 239   | 9     |
| Real Betis Balompié · España | 1.ª           | 2021-22       | 23    | 0     | 5                | 0                | 4                     | 0                     | 32    | 0     |
| F. C. Barcelona · España     | 1.ª           | 2022-23       | 3     | 0     | 2                | 0                | 2                     | 0                     | 7     | 0     |
| F. C. Barcelona · España     | Total club    | Total club    | 3     | 0     | 2                | 0                | 2                     | 0                     | 7     | 0     |
| Sporting C. P. Portugal      | 1.ª           | 2022-23       | 10    | 1     | ―                | ―                | 3                     | 0                     | 13    | 1     |
| Sporting C. P. Portugal      | Total club    | Total club    | 10    | 1     | 0                | 0                | 3                     | 0                     | 13    | 1     |
| Real Betis Balompié · España | 1.ª           | 2023-24       | 23    | 0     | 2                | 0                | 5                     | 0                     | 30    | 0     |
| Real Betis Balompié · España | 1.ª           | 2024-25       | 9     | 0     | 0                | 0                | 4                     | 0                     | 13    | 0     |
| Real Betis Balompié · España | 1.ª           | 2025-26       | 1     | 0     | 0                | 0                | 0                     | 0                     | 1     | 0     |
| Real Betis Balompié · España | Total club    | Total club    | 56    | 0     | 7                | 0                | 13                    | 0                     | 76    | 0     |
| Total carrera                | Total carrera | Total carrera | 260   | 9     | 32               | 0                | 51                    | 1                     | 343   | 10    |
| 1. 2.                        |               |               |       |       |                  |                  |                       |                       |       |       |

### Internacional
Actualizado hasta el último partido jugado el 11 de noviembre de 2020.
|           | Amistosos | Amistosos | Eurocopa | Eurocopa | Naciones | Naciones | Amistosos | Amistosos | Mundial  | Mundial | Total    | Total |
| Temporada | Partidos  | Goles     | Partidos | Goles    | Partidos | Goles    | Partidos  | Goles     | Partidos | Goles   | Partidos | Goles |
| --------- | --------- | --------- | -------- | -------- | -------- | -------- | --------- | --------- | -------- | ------- | -------- | ----- |
| 2015-16   | 3         | 0         | —        | —        | —        | —        | —         | —         | —        | —       | 3        | 0     |
| 2016-17   | —         | —         | —        | —        | —        | —        | —         | —         | —        | —       | —        | —     |
| 2017-18   | —         | —         | —        | —        | —        | —        | —         | —         | —        | —       | —        | —     |
| 2018-19   | —         | —         | —        | —        | —        | —        | —         | —         | —        | —       | —        | —     |
| 2019-20   | —         | —         | —        | —        | —        | —        | —         | —         | —        | —       | —        | —     |
| 2020-21   | 1         | 0         | —        | —        | —        | —        | —         | —         | —        | —       | 1        | 0     |
| 2021-22   | —         | —         | —        | —        | —        | —        | —         | —         | —        | —       | —        | —     |
| Total     | 4         | 0         | —        | —        | —        | —        | —         | —         | —        | —       | 4        | 0     |
| 1. 2. 3.  |           |           |          |          |          |          |           |           |          |         |          |       |

#### Resumen de partidos internacionales
Actualizado hasta el último partido jugado el 11 de noviembre de 2020.
| Partidos y goles internacionales | Partidos y goles internacionales | Partidos y goles internacionales | Partidos y goles internacionales | Partidos y goles internacionales | Partidos y goles internacionales | Partidos y goles internacionales |
| #                                | Fecha                            | Ciudad                           | Local                            | Resultado                        | Visita                           | Competición                      |
| -------------------------------- | -------------------------------- | -------------------------------- | -------------------------------- | -------------------------------- | -------------------------------- | -------------------------------- |
| 2016                             |                                  |                                  |                                  |                                  |                                  |                                  |
| 1                                | 29 de mayo                       | San Galo                         | España                           | 3 - 1                            | Bosnia                           | Amistoso                         |
| 2                                | 1 de junio                       | Wals-Siezenheim                  | España                           | 6 - 1                            | Corea del Sur                    | Amistoso                         |
| 3                                | 7 de junio                       | Getafe                           | España                           | 0 - 1                            | Georgia                          | Amistoso                         |
| 2020                             |                                  |                                  |                                  |                                  |                                  |                                  |
| 4                                | 11 de noviembre                  | Ámsterdam                        | Países Bajos                     | 1 - 1                            | España                           | Amistoso                         |

## Palmarés

### Campeonatos nacionales
| Título                     | Club                | País       | Año  |
| -------------------------- | ------------------- | ---------- | ---- |
| FA Cup                     | Arsenal F. C.       | Inglaterra | 2014 |
| Community Shield           | Arsenal F. C.       | Inglaterra | 2014 |
| FA Cup                     | Arsenal F. C.       | Inglaterra | 2015 |
| Community Shield           | Arsenal F. C.       | Inglaterra | 2015 |
| FA Cup                     | Arsenal F. C.       | Inglaterra | 2017 |
| Community Shield           | Arsenal F. C.       | Inglaterra | 2017 |
| FA Cup                     | Arsenal F. C.       | Inglaterra | 2020 |
| Community Shield           | Arsenal F. C.       | Inglaterra | 2020 |
| Copa del Rey               | Real Betis Balompié | España     | 2022 |
| Supercopa de España        | F. C. Barcelona     | España     | 2023 |
| Primera División de España | F. C. Barcelona     | España     | 2023 |

## Vida personal
Se hizo vegano en 2017, dieta a la que atribuye una mejora en su salud.
La Premier League 2019-20 se suspendió en marzo de 2020 debido a la pandemia de COVID-19. Cuando regresó en junio, se comprometió a plantar 3000 árboles por cada victoria del Arsenal en lo que restaba de temporada.
En septiembre de 2020 se convirtió en el segundo mayor accionista del Forest Green Rovers de la League One, elogiando el compromiso del club con el veganismo y el medio ambiente.
Estudió el grado en Marketing en la Universidad de Pensilvania.